# Скалистый хребет (Якутия)
Скали́стый хребе́т — горный хребет в Якутии, расположенный на сочленении горных стран Верхоянского хребта и Сетте-Дабана.
Хребет протягивается в юго-восточном направлении на 150 км. Максимальная высота достигает 2017 м. Сложен главным образом песчаниками и известняками. Резко расчленён долинами рек Томпо и Восточная Хандыга. На склонах произрастают лиственничные леса, выше 1300 м — горная тундра.